# Bell (Floride)
Pour les articles homonymes, voir Bell.
La ville de Bell est située dans le comté de Gilchrist, en Floride, aux États-Unis. Elle fait partie de l’agglomération de Gainesville.

## Démographie
| 1910 | 1920 | 1930 | 1940 | 1950 | 1960 |
| ---- | ---- | ---- | ---- | ---- | ---- |
| 243  | 146  | 168  | 183  | 108  | 134  |

| 1970 | 1980 | 1990 | 2000 | 2010 | - |
| ---- | ---- | ---- | ---- | ---- | - |
| 227  | 227  | 267  | 349  | 456  | - |

Lors du recensement de 2000, elle comptait  349 habitants.

## Source
- (en) Cet article est partiellement ou en totalité issu de l’article de Wikipédia en anglais intitulé « Bell, Florida » (voir la liste des auteurs).